# Sacro Monte di Oropa
Der Sacro Monte di Oropa ist eine Wallfahrtsstätte die im Ortsteil Oropa der italienischen Gemeinde Biella liegt. Der Ort gehört zu den Sacri Monti im Piemont und in der Lombardei, die 2003 zum UNESCO-Weltkulturerbe erklärt wurden. Der Pilgerweg CoEUR verbindet den Sacro Monte von Oropa mit anderen fünf Sacri Monti im Piemont.
Mit dem Gesetz Nr. 5 vom 28. Februar 2005 richtete die Region Piemont das Sondernaturschutzgebiet des Sacro Monte von Oropa ein, das von der Gemeinde Biella bewirtschaftet wird und das gesamte Becken von Oropa bis zur Grenze mit dem Aostatal umfasst.

## Geschichte
Zwölf, fast parallel angeordnete Kapellen sind dem Marienleben gewidmet und weisen Fresken und Statuen auf, die restlichen sieben stellen hingegen Episoden des Christentums dar.
Am Ort befanden sich zuvor einige Kapellen aus dem 16. Jahrhundert. Im Jahre 1620, dem Jahr, in dem die Marienstatue in der Wallfahrtskirche von Oropa gekrönt wurde, begannen die Arbeiten an den Kapellen. Einer Legende zufolge sei diese Statue vom  Apostel Lukas geschnitzt worden und vom hl. Eusebius, dem Bischof von Vercelli, nach Oropa gebracht worden. Das Gnadenbild, die vermutlich aus dem 13. Jahrhundert stammt, im Laufe der Zeit Gegenstand einer wachsenden Volksfrömmigkeit.
Die Kapellen entstanden durch die Initiative des Kapuzinerbruders Fedele da San Germano. Das anfängliche Projekt sah 20 Kapellen vor, die der Darstellung von Szenen aus dem Leben Mariens gewidmet waren. Das Projekt wurde von Karl Emanuel I., dem Herzog von Savoyen, unterstützt, vor allem aber von den Pfarrgemeinden der Gegend, die jeweils für die Ausgestaltung einer Kapelle sorgten. Der Bau der Kapellen erfolgte in einem Zeitraum von mehr als einem Jahrhundert, ohne dass jedoch der ursprüngliche Plan zur Vollendung kam.
Auf dem Sacro Monte wurden schließlich 19 Kapellen errichtet, von denen zwölf wichtigsten dem Leben Mariens gewidmet sind. Diese zwölf Kapellen erheben sich entlang eines fast geradlinigen Weges, der auf einer ausgedehnten Lichtung ansteigt. Erst im oberen Teil wird der Baumbestand dichter und man betritt ein waldiges Gebiet. Alle Kapellen sind in der Tradition der Alpenhütten mit Steinplatten abgedeckt. Das Ambiente mit ausgeprägten alpinen Merkmalen unterscheidet den Sacro Monte von Oropa von den anderen Sacri Monti im Piemont und in der Lombardei.
Unter den mehrfarbigen Statuen aus Terrakotta (die bei der Restaurierung mit einer ungeschickt ausgeführten Neubemalung versehen wurden) finden sich Arbeiten aus der Werkstatt Giovannis d‘Enrico in der Kapelle der Maria Immaculata (wegen einer großen Darstellung der apokalyptischen Frau auch „Drachenkapelle“  genannt),  der Kapelle der Vermählung Mariens, in der Kapelle der Hochzeit zu Kana und vor allem in der abschließenden Paradieskapelle mit zahlreichen Statuen von Heiligen und Engeln, die der Krönung der Jungfrau im Himmel beiwohnen.
Ab dem Beginn des 18. Jahrhunderts schufen vor allem die Gebrüder Auregio Statuen. Unter den Künstlern, die die Kapellen ausmalten, ist Giovanni Galliari aus Andorno Micca. Seine Gestaltung der Kapellen der Geburt Mariens, der Darstellung Mariens im Tempel und der Geburt Christi diente Bernardino als Vorbild, einen bedeutenden Maler und Bühnenbildner der ersten Hälfte des 18. Jahrhunderts.

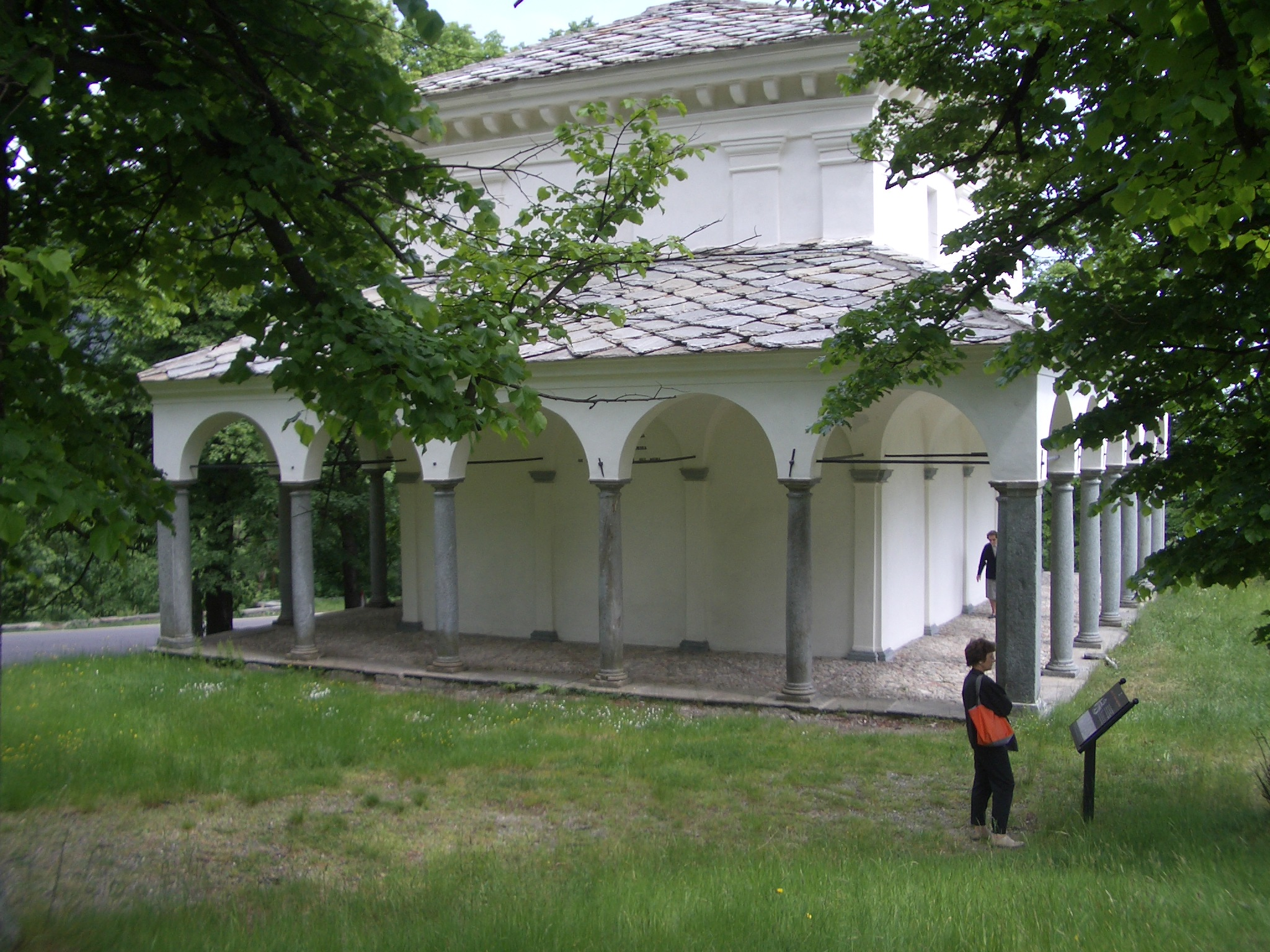
Kapelle auf dem Sacro Monte di Oropa
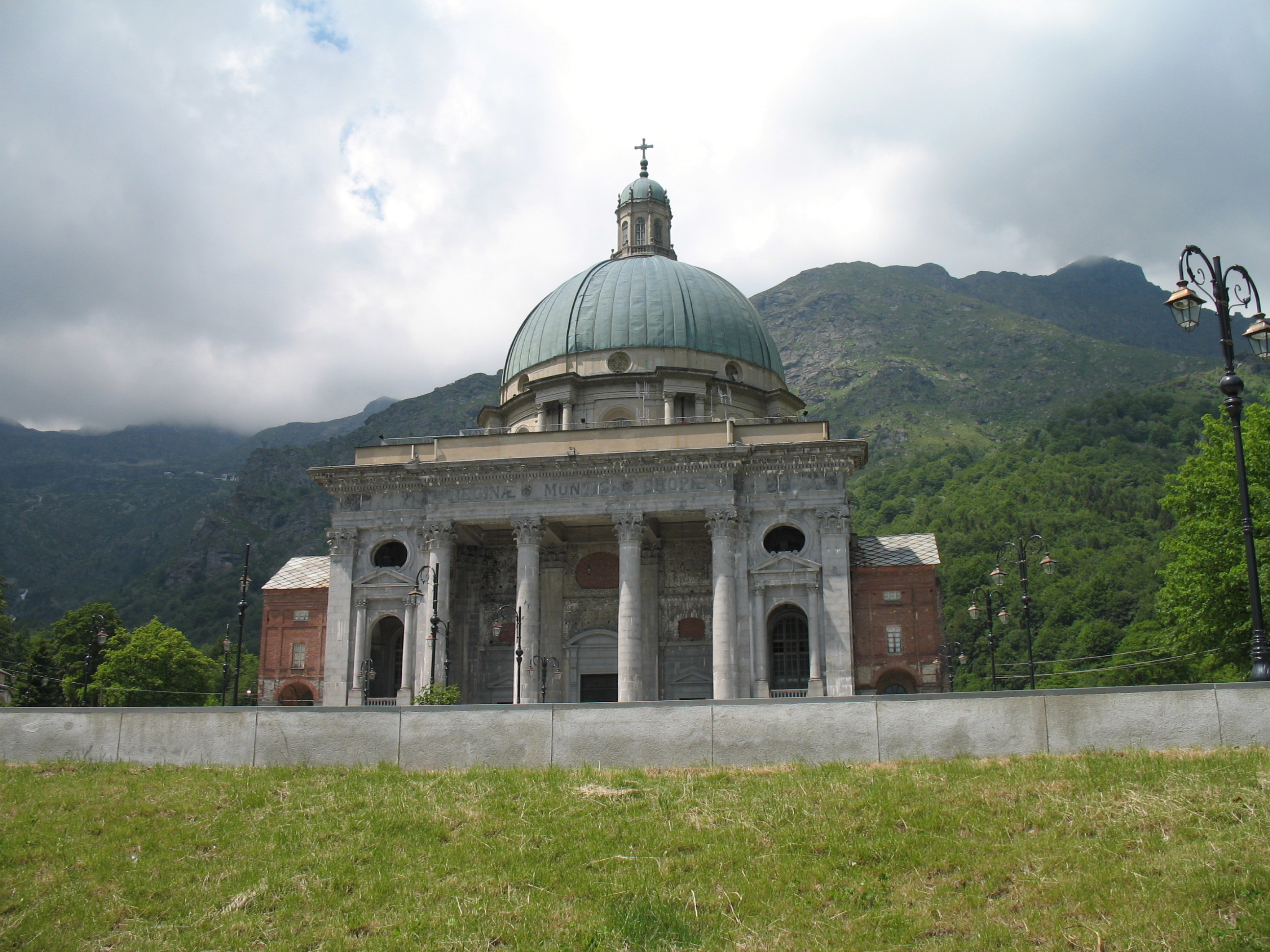
Wallfahrtskirche von Oropa
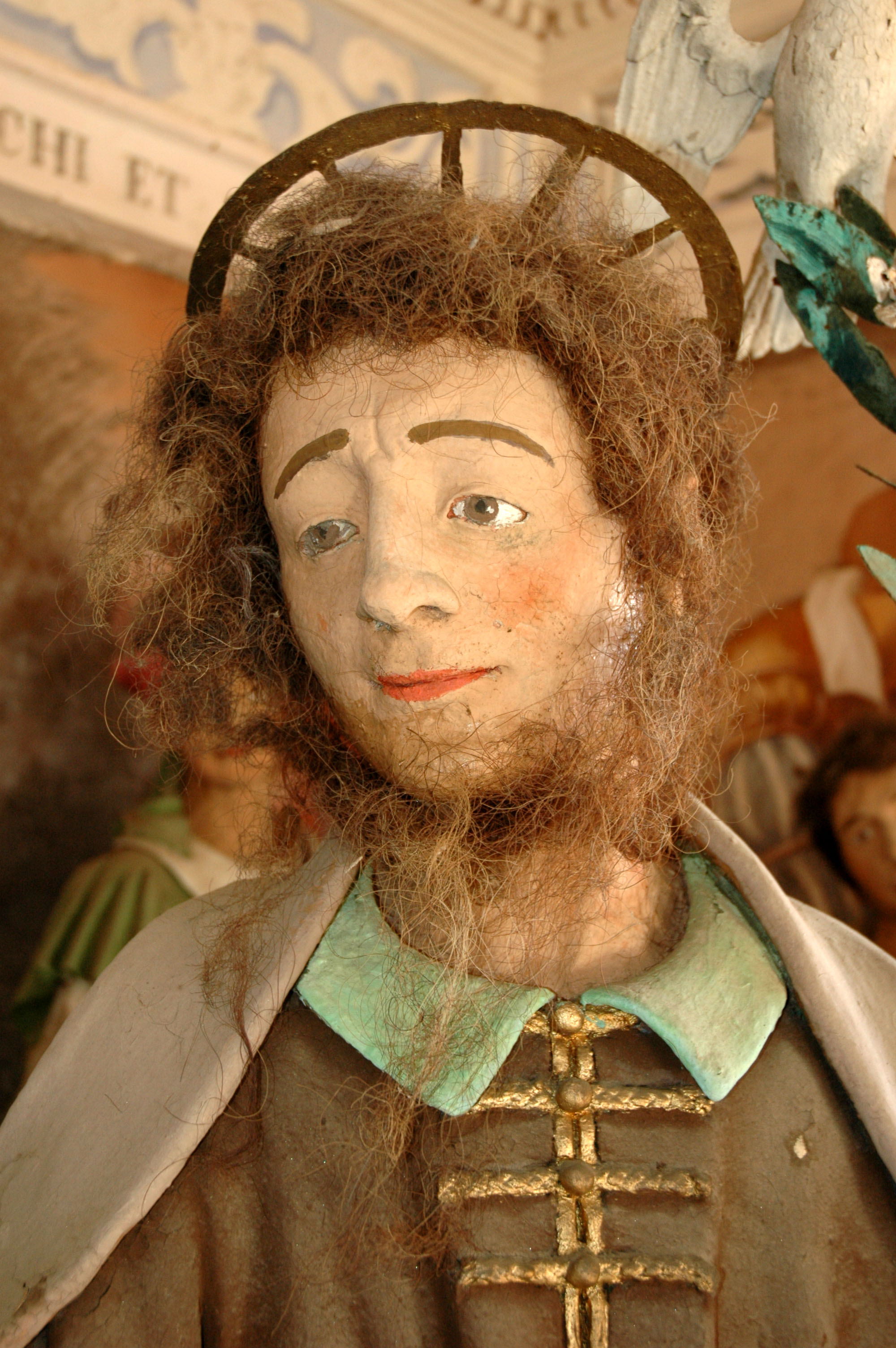
Heiligenfigur in einer der Kapellen
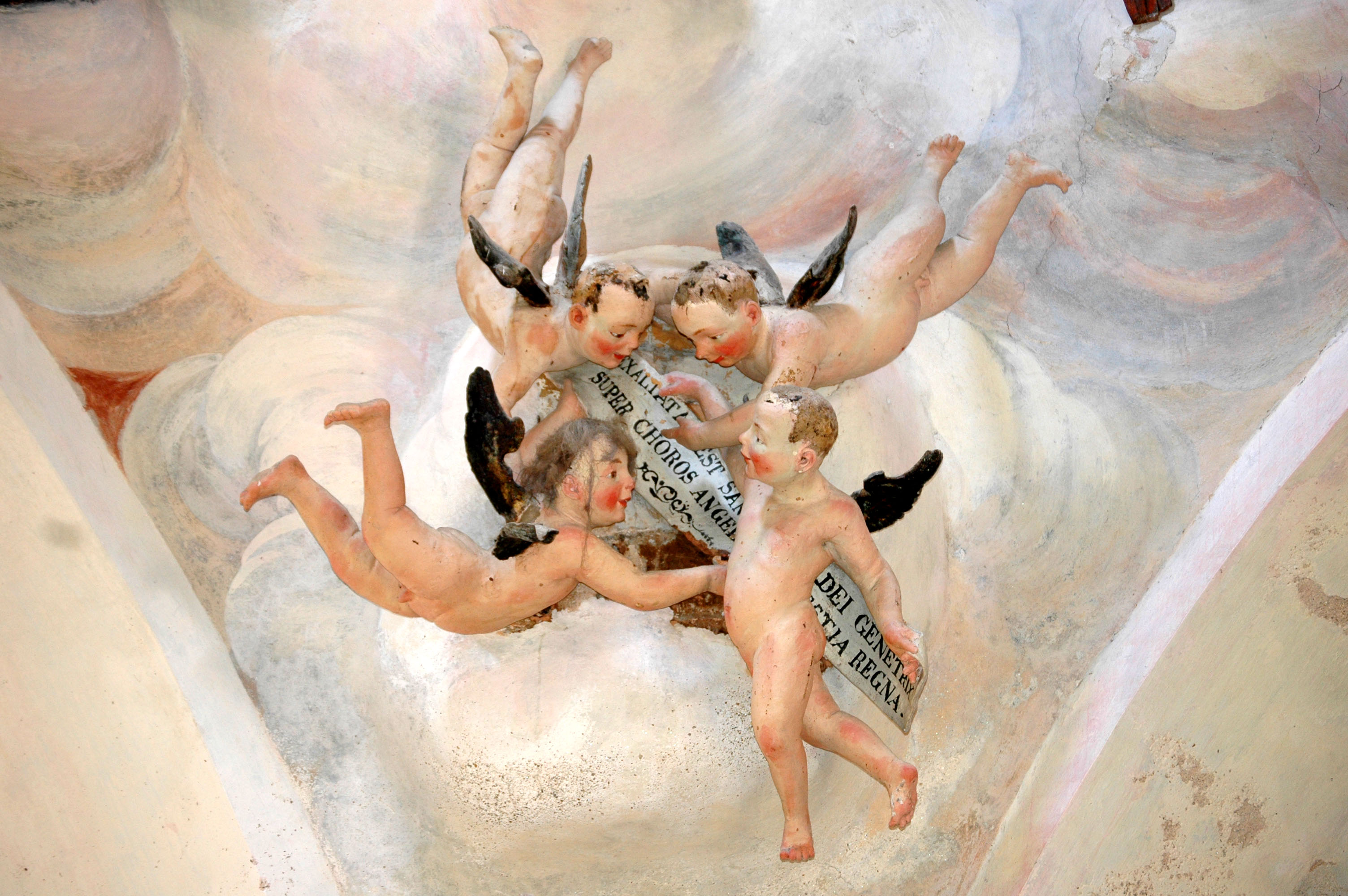
Decke einer der Kapellen